# Jean-Pierre Van Rossem

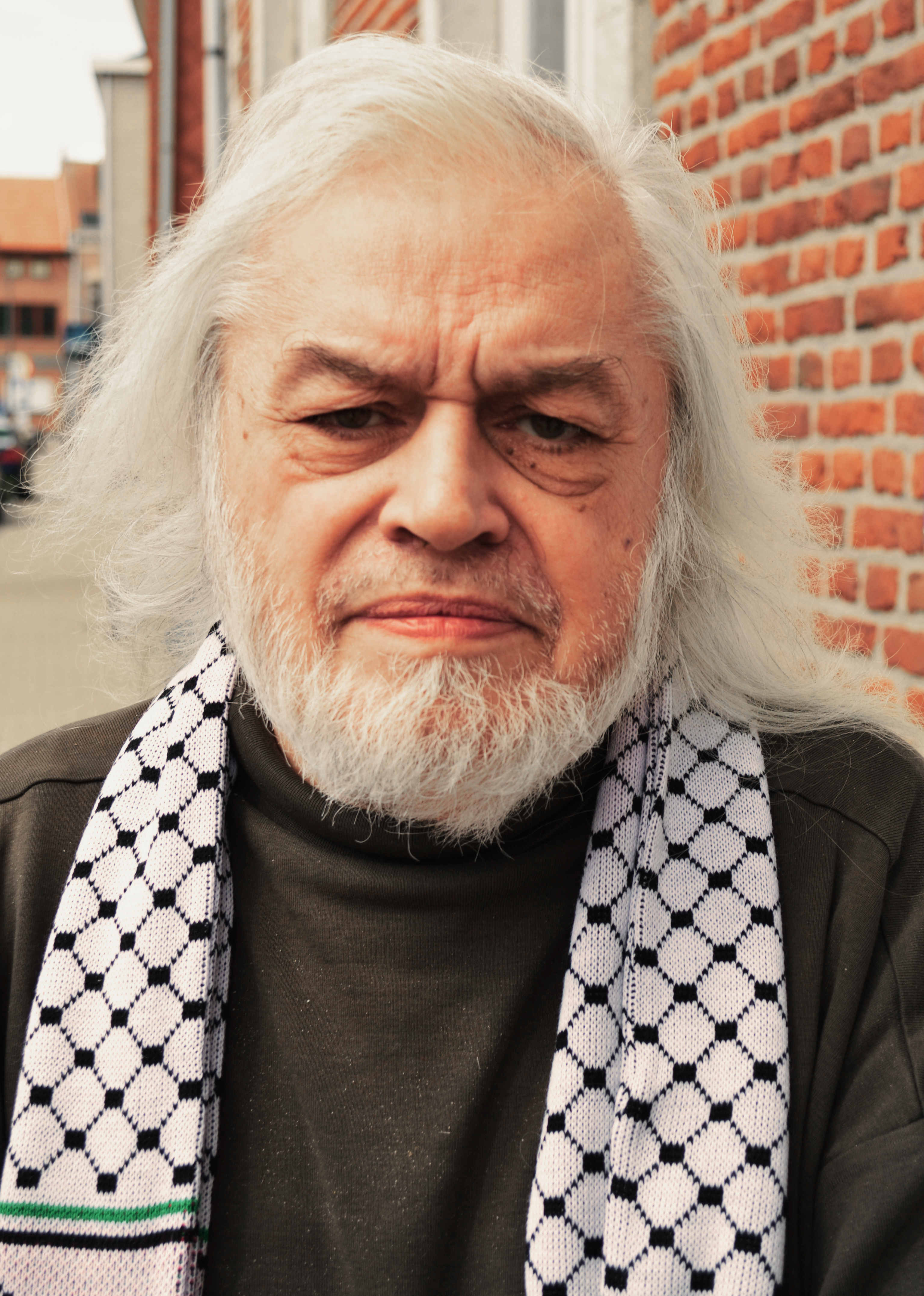
Jean-Pierre Van Rossem (2014)

Jean-Pierre Van Rossem (* 29. Mai 1945 in Brügge; † 14. Dezember 2018) war ein belgischer Wissenschaftler, Politiker, Sponsor und Schriftsteller.

## Leben
Van Rossem studierte von 1963 bis 1967 Wirtschaftswissenschaften an der Universität Gent. Mit seiner Abschlussarbeit gewann er den Internationalen Stipendium-Preis Flanderns und konnte in den USA zwei Jahre Ökonometrie bei Lawrence Klein studieren.

### Moneytron/Formel-1-Sponsor
Er wurde berühmt mit Moneytron, einer Aktienmarkt-Investment-Gesellschaft, die scheinbar endlose Renditen anbieten konnte. Sie erwies sich als Betrugsmasche.
Van Rossem hatte ein Modell entwickelt, das die Börse vorhersagen und das kapitalistische System schlagen sollte. Seine Sympathien für die Theorien von Karl Marx hielten ihn nicht davon ab, Investitionen für die sehr Wohlhabenden in der Welt zu tätigen und für sich selbst 800 Millionen Dollar anzuhäufen. Er erklärte sich selbst zum „Anarchisten“.
Aufgrund des Glaubens an das Moneytron-System und auch seines Sinns für Show und Werbung fand er viele Investoren und machte große Gewinne. Er war 1989 Hauptsponsor und später Mitbesitzer des Formel-1-Teams Onyx Grand Prix, das in der Saison 1989 10. von 21 Teams wurde.
Die Steuerbehörden und die Gerichte waren nicht blind für seine Methoden. Er gründete die politische Partei ROSSEM, um Klagen zu vermeiden (gewählte Politiker haften in Belgien nicht vor Gericht). Diese bekam drei Sitze im belgischen Unterhaus bei den Wahlen 1991. Van Rossem selbst gehörte von November 1991 bis Mai 1995 der Belgischen Abgeordnetenkammer und von Januar 1992 bis Mai 1995 dem Flämischen Parlament an.
Bei der Krönungszeremonie von König Albert II. von Belgien schrie er „Vive la République“ („Es lebe die Republik“).

### Verurteilung wegen Betrugs
1991 wurde er wegen Betrugs zu fünf Jahren Gefängnis verurteilt.
Dann begann er, seine Autobiografie zu schreiben, die ein Bestseller wurde.
Seine erste Ehefrau, Nicole Annys, starb 1989. Danach heiratete er Rachida Bettar, mit der er einen Sohn hatte.
Nach einem belgischen Medienbericht vom Frühjahr 2009 plante Van Rossem für 2011 ein politisches Comeback.

## Werke (Auswahl)
- Jean-Pierre van Rossem: „De engel in de duivel“, Verlag: Lampedaire Uitgevers Bvba, ISBN 978-90-79592-42-5, 2009